# BE KIND REWIND
『BE KIND REWIND』（ビー カインド リワインド）は、lyrical schoolの5枚目のフルアルバム。
2019年9月11日にCONNECTONE（ビクターエンタテインメント）よりリリースされた。第8回アイドル楽曲大賞2019のアルバム部門で第3位を獲得。

## 解説
前作『WORLD'S END』より約1年3ヶ月ぶり、また2019年6月にビクターエンタテインメント内のレーベルCONNECTONEへ移籍してからは初めてのフルアルバムとなった。
前作以降のシングルや、スキットを含む新録の9トラックを追加した全14曲を収録。
ジャケットのイラストは『date course』、『WORLD'S END』と同じく漫画家、イラストレーターの江口寿史が担当した。
本作はCDに加え、9月25日にアナログレコードでもリリースされた。また11月6日にはスキットを除いた全曲のインストゥルメンタルを収録した『BE KIND REWIND INSTRUMENTALS』、2020年1月1日にはボーナストラックとして本編未収録のシングル楽曲や新録曲を収録した『BE KIND REWIND (Expanded Edition)』がそれぞれ配信限定アルバムとしてリリースされた（詳細は後述）。
Billboard Japanの2019年9月23日付「Top Albums Sales」によると、3,037枚を売り上げ13位にランクインした。

## 収録曲
| #         | タイトル                    | 作詞                                           | 作曲                       | 編曲                         | 時間  |
| --------- | --------------------------- | ---------------------------------------------- | -------------------------- | ---------------------------- | ----- |
| 1.        | 「-special program-」(skit) |                                                | 大久保潤也（アナ）         | キムヤスヒロ                 | 1:00  |
| 2.        | 「Over Dubbing」            | ALI-KICK                                       | ALI-KICK                   | ALI-KICK                     | 2:22  |
| 3.        | 「秒で終わる夏」            | 大久保潤也（アナ）                             | 上田修平                   | 上田修平                     | 3:56  |
| 4.        | 「ドゥワチャライク」        | マツザカタクミ                                 | 大久保潤也（アナ）         | 大久保潤也（アナ）           | 3:24  |
| 5.        | 「LOVE TOGETHER RAP」       | 西寺郷太 / サイプレス上野、ZEN-LA-ROCK         | 西寺郷太                   | SUI                          | 4:50  |
| 6.        | 「-CM-」(skit)              | ALI-KICK                                       | ALI-KICK                   | ALI-KICK                     | 0:38  |
| 7.        | 「大人になっても」          | Jinmenusagi                                    | タイプライター             | タイプライター               | 3:45  |
| 8.        | 「Enough is school」        | Pecori（踊Foot Works）                         | Tondenhey（踊Foot Works）  | Tondenhey（踊Foot Works）    | 3:09  |
| 9.        | 「Tokyo Burning」           | PES                                            | PES                        | PES                          | 4:14  |
| 10.       | 「YOUNG LOVE」              | 木村好郎（Byebee）                             | 坪光成樹、高橋コースケ     | 坪光成樹、高橋コースケ       | 4:12  |
| 11.       | 「-ending talk-」(skit)     |                                                |                            | BIG-D、キムヤスヒロ          | 0:23  |
| 12.       | 「LAST DANCE」              | 大久保潤也（アナ）                             | 上田修平                   | 上田修平、大久保潤也（アナ） | 4:20  |
| 13.       | 「パジャマパーティー」      | 大久保潤也（アナ）                             | 上田修平                   | 上田修平、大久保潤也（アナ） | 2:59  |
| 14.       | 「REW) PLAY (FF」           | 泉水マサチェリー（Byebee）、木村好郎（Byebee） | 泉水マサチェリー（Byebee） | 泉水マサチェリー（Byebee）   | 3:47  |
| 合計時間: | 合計時間:                   | 合計時間:                                      | 合計時間:                  | 合計時間:                    | 42:59 |

## 楽曲について
- 秒で終わる夏

2018年7月2日、前作アルバムのツアー開幕を前に、フリーダウンロード形式で初期バージョンが公開された。
- パジャマパーティー

2018年12月25日発売のダブルA面シングル『パジャマパーティー/シャープペンシル feat. SUSHIBOYS』に収録。
- Tokyo Burning

2019年1月22日発売のダブルA面シングル『Tokyo Burning/Cookin' feat. Young Hastle』に収録。
- LAST DANCE

2019年6月26日、ビクター移籍後第1弾配信シングルとしてリリースされた。
第8回アイドル楽曲大賞2019のメジャーアイドル楽曲部門で第2位を獲得。
2022年10月公開の映画『MONDAYS/このタイムループ、上司に気づかせないと終わらない』（パルコ配給、竹林亮監督）で劇中歌として使用された。
- Enough is school

2019年7月24日、ビクター移籍後第2弾配信シングルとしてリリースされた。
- LOVE TOGETHER RAP

2019年8月28日、ビクター移籍後第3弾配信シングルとしてリリースされた。
NONA REEVESの楽曲「LOVE TOGETHER」をもとにサイプレス上野とZEN-LA-ROCKが新たにリリックを乗せた楽曲。

## 配信限定アルバム

### BE KIND REWIND INSTRUMENTALS
『BE KIND REWIND INSTRUMENTALS』（ビー カインド リワインド インストゥルメンタルズ）は、lyrical schoolの配信限定アルバム。
2019年11月6日にCONNECTONE（ビクターエンタテインメント）よりリリースされた。

#### 収録曲
| #         | タイトル                             | 作詞      | 作曲                       | 編曲                         | 時間 |
| --------- | ------------------------------------ | --------- | -------------------------- | ---------------------------- | ---- |
| 1.        | 「Over Dubbing」(Instrumental)       |           | ALI-KICK                   | ALI-KICK                     | 2:22 |
| 2.        | 「秒で終わる夏」(Instrumental)       |           | 上田修平                   | 上田修平                     | 3:56 |
| 3.        | 「ドゥワチャライク」(Instrumental)   |           | 大久保潤也（アナ）         | 大久保潤也（アナ）           | 3:24 |
| 4.        | 「LOVE TOGETHER RAP」(Instrumental)  |           | 西寺郷太                   | SUI                          | 4:50 |
| 5.        | 「大人になっても」(Instrumental)     |           | タイプライター             | タイプライター               | 3:45 |
| 6.        | 「Enough is school」(Instrumental)   |           | Tondenhey（踊Foot Works）  | Tondenhey（踊Foot Works）    | 3:10 |
| 7.        | 「Tokyo Burning」(Instrumental)      |           | PES                        | PES                          | 4:14 |
| 8.        | 「YOUNG LOVE」(Instrumental)         |           | 坪光成樹、高橋コースケ     | 坪光成樹、高橋コースケ       | 4:12 |
| 9.        | 「LAST DANCE」(Instrumental)         |           | 上田修平                   | 上田修平、大久保潤也（アナ） | 4:20 |
| 10.       | 「パジャマパーティー」(Instrumental) |           | 上田修平                   | 上田修平、大久保潤也（アナ） | 2:59 |
| 11.       | 「REW) PLAY (FF」(Instrumental)      |           | 泉水マサチェリー（Byebee） | 泉水マサチェリー（Byebee）   | 3:47 |
| 合計時間: | 合計時間:                            | 合計時間: | 合計時間:                  | 40:59                        |      |

### Enough is school EP
『Enough is school EP』（イナフ イズ スクール イーピー）は、lyrical schoolの配信限定EP。
2019年11月6日にCONNECTONE（ビクターエンタテインメント）よりリリースされた。2019年11月3日・レコードの日に7inchアナログ「Enough is school / LOVE TOGETHER RAP」が発売されることに伴い配信が決まった。

#### 収録曲
| #         | タイトル                            | 作詞                                   | 作曲                      | 編曲                      | 時間  |
| --------- | ----------------------------------- | -------------------------------------- | ------------------------- | ------------------------- | ----- |
| 1.        | 「Enough is school」                | Pecori（踊Foot Works）                 | Tondenhey（踊Foot Works） | Tondenhey（踊Foot Works） | 3:09  |
| 2.        | 「Enough is school」(Instrumental)  |                                        |                           |                           | 3:09  |
| 3.        | 「LOVE TOGETHER RAP」               | 西寺郷太 / サイプレス上野、ZEN-LA-ROCK | 西寺郷太                  | SUI                       | 4:49  |
| 4.        | 「LOVE TOGETHER RAP」(Instrumental) |                                        |                           |                           | 4:49  |
| 合計時間: | 合計時間:                           | 合計時間:                              | 合計時間:                 | 合計時間:                 | 15:56 |

### BE KIND REWIND (Expanded Edition)
『BE KIND REWIND (Expanded Edition)』（ビー カインド リワインド エクスパンデッド エディション）は、lyrical schoolの配信限定アルバム。
2020年1月1日にCONNECTONE（ビクターエンタテインメント）よりリリースされた。

#### 収録曲
| #         | タイトル                                             | 作詞                                           | 作曲                       | 編曲                         | 時間  |
| --------- | ---------------------------------------------------- | ---------------------------------------------- | -------------------------- | ---------------------------- | ----- |
| 1.        | 「-special program-」(skit)                          |                                                | 大久保潤也（アナ）         | キムヤスヒロ                 | 1:00  |
| 2.        | 「Over Dubbing」                                     | ALI-KICK                                       | ALI-KICK                   | ALI-KICK                     | 2:22  |
| 3.        | 「秒で終わる夏」                                     | 大久保潤也（アナ）                             | 上田修平                   | 上田修平                     | 3:56  |
| 4.        | 「ドゥワチャライク」                                 | マツザカタクミ                                 | 大久保潤也（アナ）         | 大久保潤也（アナ）           | 3:24  |
| 5.        | 「LOVE TOGETHER RAP」                                | 西寺郷太 / サイプレス上野、ZEN-LA-ROCK         | 西寺郷太                   | SUI                          | 4:50  |
| 6.        | 「-CM-」(skit)                                       | ALI-KICK                                       | ALI-KICK                   | ALI-KICK                     | 0:38  |
| 7.        | 「大人になっても」                                   | Jinmenusagi                                    | タイプライター             | タイプライター               | 3:45  |
| 8.        | 「Enough is school」                                 | Pecori（踊Foot Works）                         | Tondenhey（踊Foot Works）  | Tondenhey（踊Foot Works）    | 3:09  |
| 9.        | 「Tokyo Burning」                                    | PES                                            | PES                        | PES                          | 4:14  |
| 10.       | 「YOUNG LOVE」                                       | 木村好郎（Byebee）                             | 坪光成樹、高橋コースケ     | 坪光成樹、高橋コースケ       | 4:12  |
| 11.       | 「-ending talk-」(skit)                              |                                                |                            | BIG-D、キムヤスヒロ          | 0:23  |
| 12.       | 「LAST DANCE」                                       | 大久保潤也（アナ）                             | 上田修平                   | 上田修平、大久保潤也（アナ） | 4:20  |
| 13.       | 「パジャマパーティー」                               | 大久保潤也（アナ）                             | 上田修平                   | 上田修平、大久保潤也（アナ） | 2:59  |
| 14.       | 「REW) PLAY (FF」                                    | 泉水マサチェリー（Byebee）、木村好郎（Byebee） | 泉水マサチェリー（Byebee） | 泉水マサチェリー（Byebee）   | 3:47  |
| 15.       | 「シャープペンシル feat. SUSHIBOYS」(Expanded Track) | SUSHIBOYS                                      | タイプライター             | タイプライター               | 5:25  |
| 16.       | 「Cookin’ feat. YoungHastle」(Expanded Track)        | YoungHastle、SUEKKO LIONS©                     | ZOT on the WAVE            | ZOT on the WAVE              | 3:31  |
| 17.       | 「NOW!」(New Recording)                              | 大久保潤也（アナ）                             | 大久保潤也（アナ）         | アナ                         | 4:05  |
| 合計時間: | 合計時間:                                            | 合計時間:                                      | 合計時間:                  | 合計時間:                    | 56:00 |

#### 楽曲について
- シャープペンシル feat. SUSHIBOYS
- Cookin’ feat. YoungHastle

Expanded Trackとして収録。アルバム本編「パジャマパーティー」、「Tokyo Burning」で詳述。
- NOW!

ライブのみで披露されてきた楽曲で、2018年2月14日発売のライブアルバム『“TAKE ME OUT” ON DEC 16』に収録されているが、スタジオ音源のリリースは初となる。